# J. Trinidad Cervantes
Gral. José Trinidad Cervantes fue un militar y político mexicano que participó en la Revolución mexicana. Primero fue maderista, para posteriormente unirse al constitucionalismo cuando el cuartelazo de Victoriano Huerta, atacando la vía del ferrocarril entre Zacatecas y Torreón.
Junto a Manuel Caloca Castañeda, fundó el Club Anti Reelección Jesús González Ortega, del cual fue vicepresidente. Peleó en la batalla de Zacatecas. El 9 de noviembre de 1914, asumió el cargo de Gobernador interino del estado mexicano de Zacatecas, más tarde fue Diputado federal y Senador de la República por Zacatecas, donde compartió curul con otros militares revolucionarios como: Cesáreo Castro de Coahuila, Francisco S. Mancilla de Guanajuato, Antonio Guerrero de Hidalgo, Amado Aguirre Santiago de Jalisco, Rafael Cepeda de San Luis Potosí, Antonio Hidalgo Sandoval de Tlaxcala, Adalberto Tejeda Olivares de Veracruz y Enrique García Robles, también senador por Zacatecas.
Alcanzó el grado de general de brigada en 1915. 